# Laguna Llancao
La laguna Lloncao es un cuerpo de agua ubicado al oeste de Cañete en la región del Biobío.

## Descripción
La laguna Lloncao se encuentra al oeste de la ciudad de Cañete, en el sur de la VIII Región. Su cuenca limita al sur con la del río Paicaví. La forma de la laguna asemeja un tridente aunque algo especial. Su área alcanza las 91 hectáreas (0,91 km²) y está rodeada por una meseta alta de terrenos agrícolas por lo que es accesible solo a través de pequeñas quebradas y por la ribera sur donde los terrenos son bajos.: 144 
Desde su ribera suroeste sale su emisario, el estero Lloncao, que nace del extremo, entre un remanente de bosque nativo seminundado.
Tiene una profundidad máxima de 25 m y una media de 13 m y el volumen almacenado alcanza, aproximadamente, 12 Hm.

## Población, economía y ecología

### Estado trófico
La eutrofización es el envejecimiento natural de cuerpos lacustres (lagos, lagunas, embalses, pantanos, humedales, etc.) como resultado de la acumulación gradual de nutrientes, un incremento de la productividad biológica y la acumulación paulatina de sedimentos provenientes de su cuenca de drenaje.: 4  Su avance es dependiente del flujo de nutrientes, de las dimensiones y forma del cuerpo lacustre y del tiempo de permanencia del agua en el mismo.: 24  En estado natural la eutrofización es lenta (a escala de milenios), pero por causas relacionadas con el mal uso del suelo, el incremento de la erosión y por la descarga de aguas servidas domésticas entre otras, puede verse acelerado a escala temporal de décadas o menos.: 4  Los elementos más característicos del estado trófico son fósforo, nitrógeno, DBO5 y clorofila y la propiedad turbiedad. Una medición objetiva y frecuente de estos es necesaria para la aplicación de políticas de protección del medio ambiente. 
La clasificación trófica nombra la concentración de esos objetos bajo observación (de menor a mayor concentración): ultraoligotrófico, oligotrófico, mesotrófico, eutrófico, hipereutrófico. Ese es el estado trófico del elemento en el cuerpo de agua. Los estados hipereutrófico y eutrófico son estados no deseados en el ecosistema, debido a que los bienes y servicios que nos brinda el agua (bebida, recreación, entre otros) son más compatibles con lagos de características ultraoligotróficas, oligotróficas o mesotróficas.: 14 
Según un informe de la Dirección General de Aguas de 2018, la evaluación actual del estado trófico del lago presenta una condición oligotrófica para su clorofila.: 24 